# Xitieshan (köpinghuvudort i Kina, Qinghai Sheng, lat 37,30, long 95,51)
Xitieshan är en köpinghuvudort i Kina. Den ligger i provinsen Qinghai, i den nordvästra delen av landet, omkring 560 kilometer väster om provinshuvudstaden Xining. Antalet invånare är 3 921. Befolkningen består av 1 179 kvinnor och 2 742 män. Barn under 15 år utgör 7,0 %, vuxna 15-64 år 92 %, och äldre över 65 år 0,00 %.
Trakten runt Xitieshan är nära nog obefolkad, med mindre än två invånare per kvadratkilometer. Det finns inga andra samhällen i närheten. Trakten runt Xitieshan är ofruktbar med lite eller ingen växtlighet.
Genomsnittlig årsnederbörd är 136 millimeter. Den regnigaste månaden är juli, med i genomsnitt 39 mm nederbörd, och den torraste är december, med 1 mm nederbörd.